# 20th Century Records
20th Century Records – wytwórnia płytowa, która była uzupełnieniem studia filmowego 20th Century Fox. 
Wytwórnia działała do 1981 i została sprzedana wytwórni PolyGram na początku 1982. Podczas swojego istnienia wydała największe hity takich artystów jak Barry White, Carl Douglas (znany z piosenki "Kung Fu Fighting") i ścieżkę dźwiękową do filmu Star Wars. 20th Century Records założyła podwytwórnię Chi Sound Records do realizacji płyt z muzyką disco.

## Artyści 20th Century Records
- Ambrosia
- DeFranco Family
- Carl Douglas
- Dan Hill
- Honk
- Mahogany Rush
- Peter McCann
- Maureen McGovern
- Stephanie Mills
- Nite City
- Kenny Nolan
- Diane Renay
- Harry Simeone Chorale
- Edwin Starr
- Mary Wells
- Barry White
- Milan